# Trần Quán Anh
Trần Quán Anh, sinh năm 1941 tại Hà Nội, là một bác sĩ, giáo sư, tiến sĩ y học, Nhà giáo nhân dân, là một trong những thầy thuốc tên tuổi hàng đầu trong lĩnh vực tiết niệu và nam học tại Việt Nam. Ông là người đã viết kịch bản sân khấu cho vở kịch nói Tiền tuyến gọi. Với kịch bản này, ông được nhận Giải thưởng Nhà nước về Văn học Nghệ thuật năm 2017. Kịch bản này được chuyển thành phim truyện Tiền tuyến gọi do Phạm Kỳ Nam làm đạo diễn.

## Tiểu sử và sự nghiệp
Năm 1961, sau khi tốt nghiệp Đại học Y Hà Nội, Trần Quán Anh được giữ lại công tác tại trường. Với mục đích ban đầu là tìm cách giúp người bạn thân lập gia đình đã lâu nhưng không có con do yếu sinh lý, ông đã đăng ký làm việc tại khoa Phẫu thuật Tiết niệu.
Trải qua quá trình nghiên cứu, cuối cùng ông và đồng nghiệp đã giúp vợ chồng người bạn thỏa ước mơ làm cha mẹ. Đánh giá cao phương pháp điều trị vô sinh của ông, Bộ Y tế có ý tưởng thành lập chuyên ngành Nam học, đến năm 1990 Trung tâm Nam học đầu tiên của Việt Nam ra đời dẫn dắt bởi Trần Quán Anh.
Năm 1990, ông đạt học vị Tiến sĩ. Tới năm 1991, ông nhận hàm Phó giáo sư và năm 2002 là Giáo sư. Trước khi nghỉ hưu, ông từng làm giảng viên Đại học Y khoa Hà Nội, chuyên viên cao cấp khoa Phẫu thuật Tiết niệu – Bệnh viện Hữu nghị Việt Đức.
Cho đến nay, Trần Quán Anh là người nổi tiếng nhờ những đóng góp to lớn của ông cho ngành Nam học Việt Nam. Ông là Tổng Thư ký Hội Tiết niệu – Thận học Việt Nam, Hội viên Hội Tiết niệu thế giới (S.I.U), là người khởi xướng xây dựng phân khoa nam học, thuộc Khoa tiết niệu, Bệnh viện Việt – Đức, Hà Nội, đã tham gia nhiều hội nghị quốc tế về nam học tại nhiều nước trên thế giới và có hàng chục công trình nghiên cứu quý giá cho bộ môn khoa học non trẻ này ở Việt Nam.
Ngoài việc chữa trị nam khoa, ông hoàn thành và công bố nhiều công trình nghiên cứu. Trong đó có 5 đề tài khoa học cấp nhà nước, viết 9 đầu sách trong các lĩnh vực "Phẫu thuật trong chiến tranh", "Các bệnh ngoại khoa", "Các bệnh thông thường về tiết niệu", "Các bệnh đặc biệt về giới tính nam giới".
Ông là người đã từng là thầy dạy môn phẫu thuật cho bác sĩ – liệt sĩ Đặng Thùy Trâm. Trần Quán Anh nói: "Cho đến tận bây giờ tôi vẫn hình dung ra khuôn mặt của Thùy Trâm. Tôi nhớ rõ cô đứng hát ở bè nào, mặc áo dài rất duyên dáng. Ngày ấy sinh viên biểu diễn văn nghệ không bạo dạn về các động tác như bây giờ, chỉ là đứng hát tương đối nghiêm trang và đưa tay phác lên một vài động tác sơ sài". Thầy trò trong đội văn nghệ của trường đã có tới 3 năm gắn bó tập luyện và đi biểu diễn cùng nhau.
Với nghiệp cầm bút, Trần Quán Anh tự nhận mình là một người viết nghiệp dư, những hình ảnh các tập thể, cá nhân ngành y tế cùng bám theo các đoàn quân, đơn vị thanh niên xung phong ra chiến trường, vào mặt trận đã khơi gợi cho ông phải viết cái gì đó để thể hiện sự đóng góp, hy sinh của đội ngũ thầy thuốc trong cuộc kháng chiến hào hùng của dân tộc.
Vở kịch “Tiền tuyến gọi” được ông viết xong năm 1968. Trong bối cảnh cuộc kháng chiến giành độc lập dân tộc diễn ra quyết liệt, không ít bác sĩ, sinh viên ngành y sẵn sàng lên đường đi phục vụ tuyến lửa thì cũng có trường hợp so đo, tính toán; thậm chí có người muốn dùng khoa học và "ô" che để bước lên bậc thang danh vọng, vở kịch đặt ra vấn đề: học tập, nghiên cứu các thành tựu y học là nhằm phục vụ ai? Tiền tuyến gọi đã được Đoàn kịch nói Hà Nội dàn dựng và đi biểu diễn khắp nơi, tạo nên một tiếng vang lớn. Sau đó các đoàn nghệ thuật Hà Tây, Quảng Nam – Ðà Nẵng bấy giờ dàn dựng, có nơi phục vụ biểu diễn người xem 30–40 đêm liền. Đạo diễn Phạm Kỳ Nam đã giúp Tiền tuyến gọi trở thành một tác phẩm điện ảnh sau đó không lâu. Bộ phim này đã giành giải kịch bản trong Liên hoan phim châu Á tại Campuchia năm 1970. Sau thành công của vở kịch này, nhà thơ Tố Hữu đã gợi ý Trần Quán Anh nên chuyển sang con đường sáng tạo nghệ thuật chuyên nghiệp, nhưng ông đã quyết tâm ở lại với nghề y. Tác động ảnh hưởng của tác phẩm văn học là thế nhưng như Trần Quán Anh cho biết, tiền nhuận bút cho vở kịch lúc đó chỉ được 800 đồng, cũng thấy vui lắm rồi. Năm 2000, “Tiền tuyến gọi” được đưa vào tuyển tập kịch Việt Nam chọn lọc.
Ông đã được Nhà nước tặng thưởng: Huân chương Độc lập hạng ba; Huân chương kháng chiến hạng 3, Huân chương lao động hạng 3 và danh hiệu Nhà giáo Nhân dân (2006).
Năm 2017, ông được tặng Giải thưởng Nhà nước về Văn học Nghệ thuật cho kịch bản sân khấu Tiền tuyến gọi.

## Tác phẩm chính
- Tiền tuyến gọi (kịch bản sân khấu)

## Khen thưởng
- Huân chương Độc lập hạng 3
- Huân chương kháng chiến hạng 3
- Huân chương lao động hạng 3

## Vinh danh
- Nhà giáo nhân dân (2006)
- Giải thưởng Nhà nước về Văn học Nghệ thuật (2017)